# Jiaozishan
Jiaozishan (kinesiska: 轿子山) är en köping i sydvästra Kina. Den ligger i stadsdistriktet Xixiu i staden Anshun i provinsen Guizhou, omkring 78 kilometer sydväst om provinshuvudstaden Guiyang. Antalet invånare är 39551. Befolkningen består av 18 842 kvinnor och 20 709 män. Barn under 15 år utgör 25,0 %, vuxna 15-64 år 64 %, och äldre över 65 år 9,0 %.